# Neomerinthe hemingwayi
Neomerinthe hemingwayi är en fiskart som beskrevs av Fowler, 1935. Neomerinthe hemingwayi ingår i släktet Neomerinthe och familjen Scorpaenidae. IUCN kategoriserar arten globalt som livskraftig. Inga underarter finns listade i Catalogue of Life.